# Борис Годунов (фильм, 1907)
Борис Годунов (другие названия: Дмитрий Самозванец, Сцена боярской жизни) — российский немой художественный исторический фильм режиссёра Ивана Шувалова, снятый в 1907 году. Является первой экранизацией одноимённой трагедии А. С. Пушкина. До наших дней фильм не сохранился.

## Сюжет
Фильм повествует о последних годах царствования Бориса Годунова и узурпаторстве Григория Отрепьева (Дмитрия Самозванца).

## В ролях
- Густав Фёдорович Мартини — Дмитрий Самозванец (Григорий Отрепьев)
- Е. Алашевский — Борис Годунов

## О фильме
Первая попытка экранизации русской художественной кинокартины, осуществленная труппой летнего петербургского театра «Эден», не была закончена из-за отказа актера Е. Алашевского сниматься в роли Бориса Годунова. В 1907 году фильм демонстрировался как «Сцена из боярской жизни». В 1909 как «Дмитрий Самозванец».